# Steve-O
Stephen Gilchrist Glover, conhecido profissionalmente como Steve-O (Wimbledon, Londres, 13 de junho de 1974) é um ator e dublê anglo-americano. Ele é mais conhecido por suas participações chocantes e perigosas no reality show de comédia Jackass.

## Problemas jurídicos

### Incidentes no The Abyss nightclub
Em 31 de julho de 2002, Steve-O foi detido em Los Angeles por obscenidade e assalto para realizar o seu famoso stunt, The Butterfly (no qual ele grampeou seu saco a sua perna) no Abyss, uma boate em Houma, Louisiana. Após pagar $ 150.000 para o Sistema Judicial de Los Angeles, ele foi autorizado a regressar a Louisiana. Steve-O foi liberado da custódia de Louisiana com o pagamento de $ 35.000 em 14 de agosto de 2002. O tribunal de Louisiana tinha inicialmente definido o valor de US $ 1,12 milhão, mas foi reduzida após ele convencer as autoridades que ele não era uma pessoa perigosa. Steve-O foi obrigado a retornar para Los Angeles em 16 de agosto de 2002, e prometer que retornaria a para Louisiana para o seu julgamento.
O julgamento foi marcado para 16 de setembro de 2002, no entanto Steve-O conseguiu adiar para 16 de dezembro de 2002, e em seguida, Steve-O conseguiu, novamente, adiar o julgamento para 10 de fevereiro de 2003. Finalmente em 24 de março de 2003, fez uma doação de $5,000, para um abrigo para mulheres e crianças, e prometeu nunca repetiria seu ato em Terrebonne Parish, Louisiana novamente.
A boate Abyss quase foi fechada pela polícia, por causa de Steve-O.

### Detenção por contrabando de drogas na Suécia
Em 22 de Maio de 2003, Steve-O foi detido e preso na Suécia, devido a um comentário que ele fez durante uma entrevista sobre o contrabando de drogas para o país, ele disse que engoliu um preservativo contendo cannabis para passar com eles pela polícia. Steve-O foi preso e foi libertado em 27 de maio de 2003 após pagar uma multa de 45.000 coroas (cerca de $ 6.700 dólares), e pagou essa multa, por terem achado um comprimido de ecstasy e cinco gramas de maconha, embora ele alegasse que não tinha conhecimento do ecstasy.

### Frequente urinação em público
Em 19 de julho de 2003, Steve-O foi preso sob acusação de conduta desordenada de urinar em batata frita em público durante um concerto Lollapalooza tour em Burgettstown, na Pensilvânia. Steve-O foi visto novamente urinando em público em 5 de março de 2006, no Key Club, local da festa que acontece a entrega do Oscar, urinou no tapete vermelho, em seguida, "tirou a roupa para comemorar."

### LAPD inquérito interno
Em 2 de novembro de 2005, Steve-O foi visto por jornalistas e, mais tarde, oficiais de Departamento de Polícia de Los Angeles, ao sair de uma discoteca com um saco de maconha. Os policiais que viram Steve-O não fizeram qualquer tentativa para prende-lo. Um vídeo do acontecimento foi gravado pelos repórteres, que resultou em um inquérito para ver se os policiais no local foram negligentes.

## Principais aparições na TV e no rádio

### Too Late with Adam Carolla
Em 26 de setembro de 2005, Steve-O apareceu bêbado no Too Late com Adam Carolla. No show Steve-O gritou obscenidades, tentou atacar Adam Carolla, quebrou um copo mesa com seu pé, cortou sua perna, e foi retirado por um segurança. Na sequência Adam tentou executar o stunt que Steve-O tinha planeado. Apesar do tumulto, em 17 de outubro de 2005, Steve-O apareceu novamente no Too Late. Sua segunda aparição foi nada menos caótica, com Steve-O botando fogo em uma tabela, quebrando a mesa de vidro que ele tinha quebrado anteriormente, e terminou com ele grampeamento seu escroto a sua coxa.

### Loveline
Após a saída de Adam Carolla de Loveline, Steve-O foi cogitado como possível substituto para o seu lugar. Os produtores de Loveline acabaram por optar pelo KROQ DJ Stryker para substituir Carollo no show. Steve-O anunciou que ele havia sido diagnosticado com cardiomiopatia, uma doença grave, e pode ser fatal. Steve-O alegou que o médico disse que ele estava morrendo e tinha um coração igual ao de um velho de 90 anos de idade, e que mesmo Steve-O se tratasse não passaria do 40 anos. Em 16 de junho de 2006, Steve-O falou que seu coração estava em perfeitas condições, e multou a rádio[carece de fontes?].

### Tom Green Live
No dia 10 de outubro de 2006, Steve-O apareceu em Tom Green Live, um talk-show na Internet do comediante Tom Green, ao lado dos convidados Jukka Hildén e Carson Daly, onde discutiram o seu ódio do antigo presidente dos Estados Unidos, George W. Bush e uma organização religiosa. Steve-O também falou sobre seus sentimentos, com o seu palhaço no Clown College, Ringling Bros e Barnum & Bailey, que abusava dos animais utilizados no circo. Ele recebia chamadas de telespectadors, enquanto tomava comprimidos de óxido nitroso, fumava, bebia álcool. O show correu três vezes, e que sempre terminava com Steve-O em colapso no chão após beber uma garrafa italiana de salada e vomitava violentamente.

### The Dean Blundell Show
Em 27 de março de 2006, Steve-O e Chris Pontius foram ao The Dean Blundell Show, um programa da rádio CFNY, para fazer as apresentações dos seus "Não tente fazer isso em casa". Steve-O urinou no chão e executou um stunt chamado "Unwrapping the Mommy", tudo na frente da pláteia, ao vivo. O programa gerou muita polêmica, e recebeu muitas críticas.

### Especial Comedy Central - Roast of Charlie Sheen
Em 19 de setembro de 2011, Steve-O esteve presente no Comedy Central Roast: Charlie Sheen, um programa onde o ator Charlie Sheen é vítima de piadas de outras celebridades. Steve-O participou como roast no programa, onde fez piadas sobre o fato de Charlie Sheen utilizar drogas e como uma forma de agradecer o ator, se ofereceu a levar um soco de Mike Tyson no rosto, porém não deu certo. Ao final do programa, ele tentou outra vez e acabou com o nariz sangrando.